# 제12회 광화문국제단편영화제
제12회 광화문국제단편영화제는 2014년 11월 6일에 열린 시상식이다.

## 수상 및 후보

### 국제경쟁 대상
- 레퀴엠 - 원 무예 수상

### 국제경쟁 심사위원 특별상
- 내 인생의 물고기 - 율리우스 시퀴우나스 수상

### 국제경쟁 심사위원 특별언급상
- 모델 빌리지 - 권하윤 수상

### 국제경쟁 아시프 락(樂)상
- 해변의 깃발 - 사라 세이단 수상

### 국내경쟁 대상
- 바캉스 - 이현주 수상

### 국내경쟁 심사위원 특별상
- 4학년 보경이 - 이옥섭 수상

### 아시프 관객심사단상
- 내 인생의 물고기 - 율리우스 시퀴우나스 수상

### 단편의 얼굴상
- 12번째 보조사제 - 이학주 수상

### 아시프 펀드상
- 미스터 쿠퍼 - 오정미 수상

### 기록문화보관소상(아시프 펀드 프로젝트)
- 생명의 양식 - 박현영 수상

### 관객상(아시프 펀드 프로젝트)
- 미스터 쿠퍼 - 오정미 수상

### 국제경쟁부문
- 방목 - 바스 브레쉐
- 할매 - 산드로 카타마시빌리
- 신의 질문 - 염경식
- 복제품 - 이바나 보스냑 외 1명
- 69 - 딜란 파블로브
- 더 링거 - 크리스 쉐퍼드
- 암탉 - 마넬 라가
- 파시스트 - 타넬리 무스토넨
- 모델 빌리지 - 권하연
- 삼촌들 - 제라드 모나코
- 오자 - 알렉 비에드르츠키
- 상처난 얼굴 - 알랭 푸니
- 아아아 - 안드레아스 훔멜
- 도하가 - 장한얼
- 어둠 속의 나의 빛 - 헨릭 마틴 달스바켄
- 포니 플레이스 - 요스트 레이메르스
- 이웃들의 생각 - 이브 프랑수아
- 패들 - 헤더 유로파
- 노년의 봄 - 피에르 한센
- 체인스 오브 러브 - 마르티나 플루라
- 더 월드 - 치우 양
- 좋은 꿈 꿔 - 치프리안 수하르
- 전화번호부 폴카 댄스 - 벤자민 스위친스키
- 자유인 - 샘 쿠아
- 로스트 큐버트 - 짐 슈미트 외 2명
- 멀고 먼 여정 - 커트 플랏붓
- 공무 집행 - 이고르 치지코브
- 콘트레라스 패밀리 - 알레한드로 베세릴 엘리아스
- 기타를 위한 시간은 없다 - 아리엘 샤반
- 해변의 깃발 - 사라 세이단
- Fired - 최주용
- 나 + 그녀 - 조셉 옥스포드
- 내 인생의 물고기 - 율리우스 시퀴우나스
- 보이 - 율리 베세라 매드슨
- 제안 - 아메드 압둘라히
- 세상의 소금 - 조나단 드주앙드르
- 파산 - 쟝-쟝 아르눅스
- 애타는 마음 - 소준문
- 집에 보내는 편지 - 마르쿠스 발터
- 마지막 병사 - 세르게이 피칼로브
- 렛 고 - 카이스 마나슈
- 처가 - 정영호
- 페스투스 - 숀 스나이더
- 릴 - 옌 슈그
- 열쇠 - 파우 로페즈
- 골동품 수집가 - 지아코모 치미니
- 성스러운 방어 - 니마 모하그
- 마이크 - 페트로스 실베스트로스
- 레퀴엠 - 원 무예
- 유령 열차 - 리 크로닌
- 로밍 디자이어 - 레오나르도 헤모르
- 디지털 원주민 - 마흐부베 모하마드자키
- 포효 - 케빈 노게
- 소카이의 초여름 - 나반
- 우리 집에 온 손님들 - 올레크 펫첸코
- 더 리턴 - 요한 쿠암

### 국내경쟁부문
- 루이스 자네티의 영화의 이해 - 임지은
- 아티스트-110 - 오서로
- 애도일기 - 허영지
- 기념품 - 이승엽
- 12번째 보조사제 - 장재현
- 바캉스 - 이현주
- 카니발 - 오무영
- 인형 - 노도연
- 절경 - 남근학
- 4학년 보경이 - 이옥섭

### 특별프로그램
- 아, 사랑이란... - 상드린 베이세
- 디 에그 트릭 - 스티븐 크로토
- 폰 콜 - 맷 커크비
- 매직 - 요나스 오케르룬드
- 민우씨 오는 날 - 강제규
- 여배우 - 문소리
- 뒤에 달린 눈 - 로드리고 플라
- 로헬리오 - 길예르모 아리아가
- 세상의 종말을 위한 4중주 - 알폰소 쿠아론
- 타이드 업 - 아마트 에스칼란테
- 프리즈너스 - 카를로스 레이가다스
- 용기와 마음 - 안토니오 우루티아
- 피 말린 소녀의 우화 - 알레한드로 이글레시아스
- 내 연인의 가족들 - 하케스 보나벤트
- 첫 눈에 반한 사랑 - 미겔 아나야 보르하
- 예루살렘 - 알리시아 세고비아 후아레스
- 마리 페파 - 사무엘 키쉬
- 나를 기억해 - 하시지 미스즈 외 1명
- 스트로보스코프 - 아사이 타케시
- 도쿄 심포니 - 소노다 토시로
- 폭발 직전 - 후지이 유스케
- 여기, 저기 - 타니 이치로
- 원죄 - 호소이 타카토
- 자유로운 스탭에 - 아베라 히데노부

### 사전제작지원작
- 셀푸카메라 - 최정열

### 감독열전: 시네마 올드 앤 뉴
- 아카이브의 유령들 - 김종관
- 호텔 슈발리에 - 웨스 앤더슨
- 홀리 패밀리 - 테리 길리엄
- 밤과 안개 - 알랭 레네
- 셀푸카메라 - 최정열